# Чемпионат Европы по плаванию в ластах 1979
10-й чемпионат Европы по плаванию в ластах прошёл во французском городе Рен  с 3  по 9 сентября 1979 года.

## Медалисты

### Мужчины
| Дисциплина         | Золото                                                                 | Золото   | Серебро                                                                      | Серебро  | Бронза                                                             | Бронза   |
| ------------------ | ---------------------------------------------------------------------- | -------- | ---------------------------------------------------------------------------- | -------- | ------------------------------------------------------------------ | -------- |
| 50 м, ныряние      | Артур Гречихин · СССР                                                  | 16.00    | Андрей Овсянников · СССР                                                     | 16.40    | Юрген Коленда · ГДР                                                | 17.00    |
| 100 м, в ластах    | Артур Гречихин · СССР                                                  | 41.63    | Ференц Кисс · Венгрия                                                        | 41.71    | Андрей Овсянников · СССР                                           | 41.87    |
| 200 м, в ластах    | Андрей Овсянников · СССР                                               | 1:33.15  | Артур Гречихин · СССР                                                        | 1:33.84  | Ференц Кисс · Венгрия                                              | 1:35.93  |
| 400 м, в ластах    | В. Леонов · СССР                                                       | 3:27.07  | Анатолий Носов · СССР                                                        | 3:28.86  | Паоло Вандини · Италия                                             | 3:33.26  |
| 800 м, в ластах    | Анатолий Носов · СССР                                                  | 7:14.70  | В. Леонов · СССР                                                             | 7:16.12  | Паоло Вандини · Италия                                             | 7:23.79  |
| 1500 м, в ластах   | Анатолий Носов · СССР                                                  | 13:53.97 | В. Леонов · СССР                                                             | 14:07.82 | Паоло Вандини · Италия                                             | 14:15.64 |
| 100 м, в акваланге | Анатолий Сергин · СССР                                                 | 39.19    | Валерий Сучков · СССР                                                        | 39.20    | М. Кратохвил · Чехословакия                                        | 40.63    |
| 400 м, в акваланге | Анатолий Сергин · СССР                                                 | 3:17.23  | Валерий Сучков · СССР                                                        | 3:17.60  | А. Боккачини · Италия                                              | 3:22.34  |
| 800 м, в акваланге | Валерий Сучков · СССР                                                  | 7:06.59  | Анатолий Сергин · СССР                                                       | 7:08.23  | А. Боккачини · Италия                                              | 7:16.12  |
| Эстафета 4×100 м   | Арпад Тотт · Г. Лоффлер · Г. Элерс · Ференц Кисс · Венгрия             | 2:49.47  | Артур Гречихин · Андрей Овсянников · Валерий Сучков · Анатолий Сергин · СССР | 2:50.07  | Мали · О. Геренда · М. Адамчик · М. Кратохвил · Чехословакия       | 2:57.21  |
| Эстафета 4×200 м   | Артур Гречихин · Валерий Сучков · В. Леонов · Андрей Овсянников · СССР | 6:30.83  | Арпад Тотт · Т. Дрозоик · Т. Элес · Ференц Кисс · Венгрия                    | 6:36.21  | Паоло Вандини · Ф. Беттаццони · Л. Туррини · А. Боккачини · Италия | 6:43.07  |

### Женщины
| Дисциплина         | Золото                                                                       | Золото   | Серебро                                                        | Серебро  | Бронза                                                          | Бронза   |
| ------------------ | ---------------------------------------------------------------------------- | -------- | -------------------------------------------------------------- | -------- | --------------------------------------------------------------- | -------- |
| 50 м, ныряние      | Раиса Гурская · СССР                                                         | 19.00    | М. Ганицкая · СССР                                             | 19.10    | А. Шумахер · ГДР                                                | 19.70    |
| 100 м, в ластах    | Раиса Гурская · СССР                                                         | 46.85    | М. Ганицкая · СССР                                             | 47.37    | А. Шумахер · ГДР                                                | 48.11    |
| 200 м, в ластах    | Татьяна Печатнова · СССР                                                     | 1:42.12  | Г. Вейдеманн ФРГ                                               | 1:45.46  | Габриэлла Балог · Венгрия                                       | 1:48.43  |
| 400 м, в ластах    | Татьяна Печатнова · СССР                                                     | 3:38.45  | Анн-Мари Рушон · Франция                                       | 3:41.33  | Ирина Жолобова · СССР                                           | 3:45.94  |
| 800 м, в ластах    | Татьяна Печатнова · СССР                                                     | 7:35.14  | Анн-Мари Рушон · Франция                                       | 7:40.74  | Ирина Жолобова · СССР                                           | 7:52.54  |
| 1500 м, в ластах   | Татьяна Печатнова · СССР                                                     | 14:47.68 | Анн-Мари Рушон · Франция                                       | 14:51.34 | М. Зельтманн · ГДР                                              | 15:16.02 |
| 100 м, в акваланге | Раиса Гурская · СССР                                                         | 43.10    | Светлана Киреева · СССР                                        | 44.10    | А. Шумахер · ГДР                                                | 45.40    |
| 400 м, в акваланге | Светлана Киреева · СССР                                                      | 3:29.73  | М. Ганицкая · СССР                                             | 3:40.06  | Г. Вейдеманн ФРГ                                                | 3:46.43  |
| эстафета 4×100 м   | Татьяна Печатнова · Ирина Жолобова · М. Ганицкая · Раиса Гурская · СССР      | 3:09.17  | Мария Фодор · Ева Фабо · И. Хорват · Габриэлла Балог · Венгрия | 3:17.81  | А. Шумахер · Зельманн · Бом · Пагель · ГДР                      | 3:23.11  |
| эстафета 4×200 м   | Светлана Киреева · Ирина Жолобова · Раиса Гурская · Татьяна Печатнова · СССР | 7:06.90  | И. Хорват · Мария Фодор · Ева Фабо · Габриэлла Балог · Венгрия | 7:29.42  | С. Говони · П. Мантабоне · М. Джорджетти · М. Кроветти · Италия | 7:41.66  |